# Hyposoter corpulentus
Hyposoter corpulentus là một loài tò vò trong họ Ichneumonidae.